# Boris Podolsky
Boris Yakovlevich Podolsky (ros. Бори́с Я́ковлевич Подо́льский; ur. 17 czerwca?/29 czerwca 1896, zm. 28 listopada 1966) – rosyjsko-amerykański fizyk pochodzenia rosyjsko-żydowskiego, znany ze swojej pracy z Albertem Einsteinem i Nathanem Rosenem nad splątanymi funkcjami falowymi i paradoksem EPR.

## Edukacja
Boris Podolsky urodził się w 1896, w ubogiej żydowskiej rodzinie w Taganrogu w Obwodzie Wojska Dońskiego Cesarstwa Rosyjskiego, a w 1913 przeniósł się do Stanów Zjednoczonych. Po uzyskaniu tytułu Bachelor of Science w dziedzinie elektrotechniki na Uniwersytecie Południowej Kalifornii w 1918 służył w armii amerykańskiej, a następnie pracował w Los Angeles Bureau of Power and Light. W 1926 uzyskał tytuł Master of Science w dziedzinie matematyki na Uniwersytecie Południowej Kalifornii. W 1928 uzyskał doktorat z fizyki teoretycznej (pod Paulem Sophusem Epsteinem) z Caltech.

## Kariera
W ramach stypendium National Research Council Podolsky spędził rok na Uniwersytecie Kalifornijskim w Berkeley, a następnie rok na Uniwersytecie w Lipsku. W 1930 powrócił do Caltech, pracując przez rok z Richardem C. Tolmanem. Następnie udał się do Ukraińskiego Instytutu Fizyki i Technologii (Charków, ZSRR), współpracując z Vladimirem Fockiem, Paulem Diracem (który był tam z wizytą) i Lwem Landauem. W 1932 opublikował wraz z Diracem i Fockiem przełomową wczesną pracę na temat Elektrodynamiki Kwantowej. W 1933 powrócił do Stanów Zjednoczonych ze stypendium Institute for Advanced Study w Princeton.
W liście z 10 listopada 1933 do Abrahama Flexnera, dyrektora założyciela Institute for Advanced Study w Princeton, Einstein opisał Podolsky'ego jako „jednego z najbardziej błyskotliwych młodych ludzi, który pracował i publikował z [Paulem] Diracem”. W 1935 roku Einstein i inni pracownicy Instytutu napisali listy polecające dla Podolskiego, skierowane do Louisa T. More, dziekana Szkoły Wyższej Uniwersytetu w Cincinnati, w których Einstein napisał: „Cieszę się, że mogę powiedzieć, że umiejętności Podolskiego oceniam bardzo wysoko... jest samodzielnym badaczem o niekwestionowanym talencie”. W 1935 Podolsky objął stanowisko profesora fizyki matematycznej na Uniwersytecie w Cincinnati. Na Uniwersytecie w Cincinnati był doradcą Chihiro Kikuchi oraz Hermana Bransona i Alexa Greena. W 1961 przeniósł się na Xavier University w Cincinnati, gdzie pracował aż do śmierci w 1966.

## Praca
Współpracując z Albertem Einsteinem i Nathanem Rosenem, Podolsky sformułował paradoks EPR. Ten słynny artykuł wywołał debatę na temat interpretacji mechaniki kwantowej, której kulminacją było twierdzenie Bella i pojawienie się teorii informacji kwantowej.
W 1933 Podolsky i Lev Landau wpadli na pomysł, aby napisać podręcznik o elektromagnetyzmie, rozpoczynając od szczególnej teorii względności i kładąc nacisk na postulaty teoretyczne, a nie prawa eksperymentalne. Ten projekt nie doszedł do skutku z powodu powrotu Podolskiego do Stanów Zjednoczonych, gdzie wyemigrował w 1913 roku. Jednak w rękach Lwa Landaua i E. Lifshitza opracowany przez nich zarys, stał się Klasyczną teorią pól (1951). Na tej samej podstawie Podolsky i K. Kunz stworzyli Fundamentals of Electrodynamics, Marcel Dekker Press (1969), do którego syn Podolsky'ego, Robert, wniósł większość pytań na końcu każdego rozdziału.

## Możliwy kontakt z sowieckimi szpiegami podczas II wojny światowej
Książka Johna Earla Haynesa z 2009 roku, Harveya Klehra i Aleksandra Wasiliewa, Spies: The Rise and Fall of the KGB in America, identyfikuje Podolskiego jako osobę kontaktową (QUANTUM), która dwukrotnie spotkała się z sowieckimi tajnymi służbami w 1942 i 1943 roku. Dowody na te kontakty są nieco pośrednie. Na początku II wojny światowej kilka depesz VENONA identyfikuje osobę nazwaną QUANTUM, która w 1942 r. szukała sowieckiego wywiadu i poprosiła o stanowisko w ZSRR do pracy przy przetwarzaniu uranu 235. Depesza VENONA z 1943 r. wskazuje, że QUANTUM dostarczył stosunkowo proste równania znane jako prawo dyfuzji gazu Grahama (znane od 1848 r.), które można wykorzystać do oddzielenia rozszczepialnego U-235 od niepożądanego U-238. Za tę informację QUANTUM dostał 300 dolarów, jak wynika z depeszy VENONA. Sowieci nigdy więcej się z nim nie skontaktowali, ponieważ uważali, że QUANTUM jest niewiarygodny. Były oficer KGB, Aleksandr Wasiljew, po upadku ZSRR zrobił notatki z archiwum KGB, które sugerowały, że QUANTUM to Podolski.

## W kulturze popularnej
Podolskiego, w hollywoodzkim filmie IQ z 1994 roku, gra aktor Gene Saks.